# فقر الدم الحرون مع أرومات حديدية حلقية
فقر الدم الحرون مع أرومات حديدية حلقية (بالإنجليزية: Refractory anemia with ring sideroblasts)‏ ويُدعى اختصارًا RARS، هو نوع من متلازمة خلل التنسج النخاعي، ويتميز بوجود 5% أو أقل من الجذعة النخاعية في نخاع العظم، ويختلف هذا النوع عن فقر الدم الحرون بوجود 15% أو أكثر من الأرومات الحديدية الحلقية في طليعات الكريات الحُمر في نخاع العظم.